# Natolewiczki
Natolewiczki – przysiółek wsi Natolewice, w Polsce, w województwie zachodniopomorskim, w powiecie gryfickim, w gminie Płoty.
Natolewiczki są przysiółkiem wsi Natolewice.
Pojawił się jak Kolonie, położony na początku lat 1930. w gminie Neu Natelfitz, należącej do powiatu Regenwalde Prowincji Pomorze.
W latach 1975–1998 miejscowość administracyjnie należała do województwa szczecińskiego.